# Ernst Rüdiger von Starhemberg

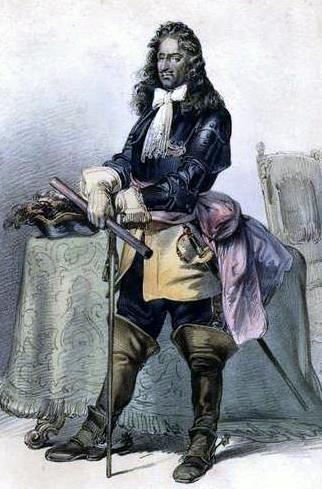
Ernst Rüdiger von Starhemberg.

Conde Ernst Rüdiger von Starhemberg (Graz, 12 de janeiro de 1638 - Vösendorf (perto de Mödling), 4 de janeiro de 1701) foi o comandante do exército de Viena  vencedor durante o segundo cerco de Viena em 1683, general imperial durante a Grande Guerra Turca e presidente do Hofkriegsrat.

## Batalha de Viena
Starhemberg lutou na década de 1660 sob o comando de Raimondo Montecuccoli contra os franceses e os turcos. Em 1683 ele foi comandante militar da cidade de Viena, onde tinha menos de 20.000 homens à sua disposição contra 100.000 sitiantes turcos. Em 15 de julho de 1683 ele se recusou a capitular, contando com a rápida chegada do exército de Leopoldo I, Sacro Imperador Romano-Germânico, e a proteção das muralhas da cidade de Viena que tinham sido fortificadas após o primeiro cerco de Viena.
Quando o socorro do exército sob o comando de Jan Sobieski chegou na primeira metade de setembro, Viena estava à beira do colapso com suas muralhas sendo danificadas pelos sapadores turcos, que tinham cavado túneis sob estas e detonado cargas explosivas.
Finalmente, em 12 de setembro, 80.000 homens das tropas imperiais, polonesas, venezianas, bávaras e saxônicas atacaram os turcos e os derrotaram na Batalha de Viena.
Ernst Rüdiger von Starhemberg foi nomeado marechal-de-campo pelo Imperador, como reconhecimento por ter salvo sua capital. Ele também foi feito ministro de Estado.

## Batalha de Buda
Starhemberg foi gravemente ferido em 1686 durante o cerco de Buda e teve de deixar seu comando. Em 1691 ele foi feito presidente do Hofkriegsrat e foi responsável pela organização do exército austríaco.
Ele morreu em 4 de janeiro de 1701 em Vösendorf. Seu túmulo (por Joseph Emanuel Fischer von Erlach) localiza-se na Schottenkirche, em Viena.
Seu primo Guido Starhemberg também tornou-se uma figura militar austríaca famosa e lutou como assistente ao seu lado.
Um descendente colateral foi o político austríaco Ernst Rüdiger Starhemberg (1899-1956).